# 野蛮人的入侵
《野蛮人的入侵》（法語：Les Invasions barbares），加拿大魁北克制作，丹尼斯·阿坎德導演的一部2003年法语喜剧/伦理剧，曾获2004年第76届奥斯卡金像奖最佳外语片。本片是1986年的电影《美帝国的衰落》的续集。

## 获奖
除奥斯卡最佳外语电影之外，此片曾获法国2004年凯撒电影奖最佳电影，最佳导演，最佳原创剧本（后两项均由Denys Arcand获得）。2003年戛纳电影节最佳剧本和最佳女演員（Marie-Josée Croze）。

## 剧情分析
这部片子的前一集:《Le Déclin de l'empire Américain》，1986年的一部政治及性喜剧，取典自爱德华·吉本（Edward Gibbon）的《罗马帝国衰亡史》。而这部电影是17年后的续集，题目也是取典于同一作品，演员是原班人马，吉本认为罗马帝国的衰亡是由于野蠻人的入侵。之所以在2003年拍摄，据说这部电影一定意义上是一个对九一一袭击事件的一个回应。
这个电影里面的很多笑话和魁北克的历史语言有些关系，比如一开始医院的一幕，加拿大目前医疗系统人力资源极紧张，动不动查个感冒也要排两个小时的队。但同时加拿大也为自己的医疗制度感到自豪，80年代的魁北克开始推行医疗制度公有化，作为寂静革命（Révolution tranquille）的一个部分。所以加拿大的医疗基本上是免费的，但是却没有美国的迅捷，而且官僚主义严重。不过美国和中国一样，你没有钱治病的话，就在医院门口等死。所以，老头说：当年我也投了医疗公有化的票（Nationalisation des hôpitaux），现在我也要承担这个结果就是指的这件事。
故事在很多反映的是这个寂静的革命运动，老一辈的人是这个运动的参与者，见证了当年宗教控制，独裁省长Maurice Duplessis（1944-1959）治下的魁省，在Duplessis死后，便卷起了这场运动，宣扬魁北克自己的文化。削减宗教的权力，建立民主，福利（影片中有一段老牧师说1966年开始突然就没有人再来教堂了，这就是寂静革命的成果之一了）。
同时魁北克不再一味模仿法国，觉得法国早就抛弃这个曾拥有几乎整个北美的新法兰西，让法裔加拿大人不断受英裔的欺侮，魁北克人的自视总有一点自伤自怜的味道。最后魁北克成为整个北美残存的法语文化，从此就在陷入不断和英裔文化入侵的抗争当中，比如移民入学必须学法文。塞巴斯蒂安代表了魁北克的下一代，却正好是上辈所看不起的，一定意义上被美国化了的年轻人，务实，能干，却没有传承文化根底，流于物质。老头要死的时候便说（大概是）：Les invasions barbares sont arrivées, voilà leur prince.（野蛮人们已经到了，他们的王子就在这儿）（同时指向塞巴斯蒂安）。

## 野蛮人入侵的象征意义
除了塞巴斯蒂安，野蛮人入侵同时指代了很多东西，加拿大生育率低人口减少，九十年代后期开始大量移民，中国人数量也大量增长。电影里和Diane谈毒品生意的时候是在唐人街（蒙特利尔和上海是姐妹城市，那块上海送的牌坊是唐人街的招牌）。警察（Roy Dupuis）晚上钻到塞巴斯蒂安的车里来，说毒枭都是中东来的，现在成为极大的犯罪团伙，这是个入侵（C'est une invasion.）同时野蛮人入侵当然也指911了。
魁北克继承法国是北美唯一的虔诚保守的天主教省。电影里老牧师卖积压的神像时说：Ça veut dire, tout celà ne vaut rien.(就是说这些都不值钱了。)那股荒凉劲儿，明显也是在嘲讽信仰的失落，拜金主义之深入人心。医院工会那几个五大三粗的汉子不也是凸现的野蛮人么，只讲势力金钱，员工小偷小盗屡见不鲜。片中还有很多对官僚主义的嘲讽，包括贿赂之类。在当年Remy之流的热血青年对这个国度所抱的信仰，理想主义都在拜金主义的野蛮文化侵略下渐渐消逝的同时，“帝国”的内部也渐渐腐化了。后来故事里出现不会说法语，英文口音也很重的保加利亚按摩女也暗示着移民正在改变这个城市的文化。
除了对左倾，性开放知识分子的一个总结，这个故事还有另外一个很重要的层面。Remy患的癌症不也是变异细胞对身体的入侵么。这部片子毫无疑问也是一部生命的颂歌，IMDb里有评论：Remy用自己lust for life（对生命的强烈欲望）感动他的下一代，让Diane重燃对生命的希望。DVD feature里采访剧组，大家都认为其实这部电影同时是很积极的，因为他们在下一代身上看到了希望。总之，这部悲喜剧里夹杂的涉及主题很多，但故事依然很完整，这也正是其成功之处。